# 298 (عدد)
298 هو عدد صحيح طبيعي بين 297 و299

## في الرياضيات

### خصائص
- 298 عدد غير أولي.
- 298 عدد زوجي.